# غيلبرتو كونسيبسيون دي غارسيا
غيلبرتو كونسيبسيون دي غارسيا هو سياسي أمريكي، ولد في 9 يوليو 1909 في Vega Alta, Puerto Rico ‏ في الولايات المتحدة، وتوفي في 16 مارس 1968 في سانتورس ‏ في الولايات المتحدة. نشط حزبياً في الحزب الوطني البورتوريكي ‏. وقد انتخب عضو مجلس بويرتو ريكو ‏.